# Anacamptis sect. Coriophorae
Anacamptis sect. Coriophorae is een sectie (onderverdeling van een geslacht) die deel uitmaakt van het orchideeëngeslacht Anacamptis. De sectie telt slechts twee soorten waaronder de in België en Nederland inheemse Anacamptis coriophora (wantsenorchis).

## Kenmerken
De soorten in deze sectie worden gekenmerkt door de kelkbladen en bovenste kroonbladen die samen een helm boven het gynostemium vormen. De bloemlip is drielobbig, met een ongedeelde middenlob die langer is dan de zijlobben. Het spoor is breed en bevat nectar.

## Taxonomie
De sectie Coriophorae omvat slechts twee soorten met enkele ondersoorten.

### Soortenlijst
- Anacamptis coriophora (L.) R.M. Bateman, Pridgeon & M.W. Chase (1997)
  - A. coriophora subsp. coriophora (L.) R.M. Bateman, Pridgeon & M.W. Chase (1997) (wantsenorchis)
  - A. coriophora subsp. fragrans (Pollini) R.M. Bateman, Pridgeon & M.W. Chase (1997) (welriekende wantsenorchis)
  - A. coriophora subsp. martrinii (Timbal-Lagrave) Jacquet & Scappaticci (2003)
- Anacamptis sancta L. (1759)